# Rybnik Paruszowiec

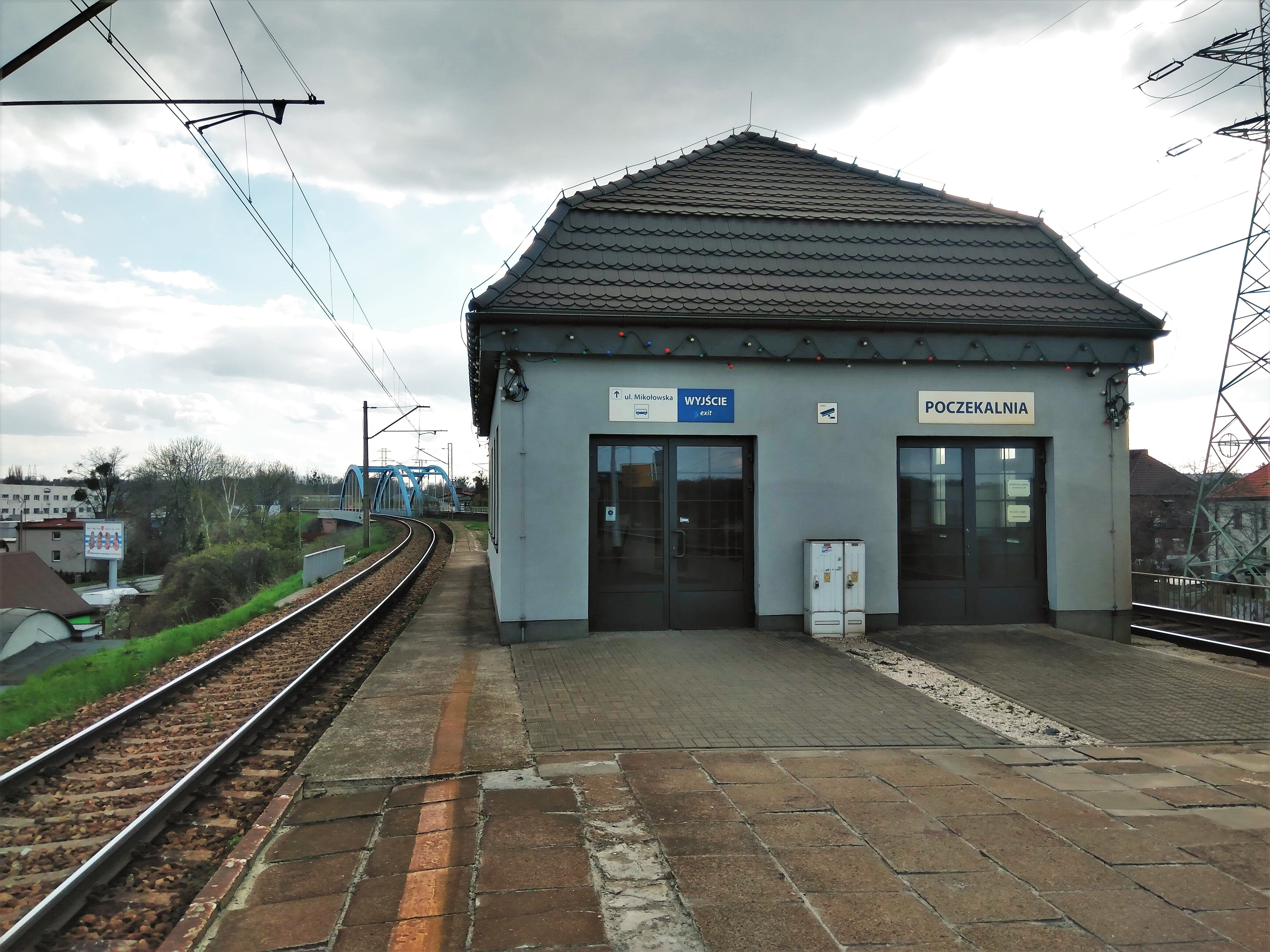
Budynek

Rybnik Paruszowiec – przystanek kolejowy w Rybniku (województwo śląskie) w dzielnicy Paruszowiec-Piaski. Według klasyfikacji PKP ma kategorię dworca aglomeracyjnego. Znajduje się na wysokości 247 m n.p.m.

## Ruch pasażerski
| Rok  | Wymiana pasażerska na dobę |
| ---- | -------------------------- |
| 2017 | 50-19                      |
| 2022 | 150-199                    |

## Historia
Przystanek otwarto 16 lipca 1912 wraz z otwarciem odcinka Rybnik - Leszczyny linii kolejowej Katowice Ligota – Nędza stworzonej przez Pruskie koleje państwowe. Korzystali z niego pracownicy nieistniejących już zakładów mięsnych, pobliskiej mleczarni oraz Huty Silesia.  
Budynek dworca kolejowego przez wiele lat ulegał dewastacji. Pod koniec roku 2014 miał zacząć się jego remont (wart 450 tys. złotych), jednak zwycięska w przetargu firma zrezygnowała. W połowie 2015 roku PKP ogłosiły nowy przetarg i pod koniec sierpnia remont został wznowiony. 
Ostatecznie remont dworca kolejowego Rybnik Paruszowiec został zakończony pod koniec 2015 roku. W sierpniu 2018 r. PKP PLK na terenie dworca zamontowała nowoczesne tablice informacyjne. 
W sierpniu 2019 r. pod nasypem kolejowym oddany do użytku został 13-metrowy pieszo-rowerowy tunel, który połączył ul. Mikołowską w dzielnicy Paruszowiec Piaski z ul. Żużlową w dzielnicy Północ. Wraz z nim wykonano m.in. asfaltowe dojścia, kilka miejsc parkingowych, wiatę rowerową, zieleń, obiekty małej architektury, oświetlenie i monitoring.

## Ruch pociągów
Od 9 grudnia 2012 stacja jest wykorzystywana na liniach spółki Koleje Śląskie: S7 (Katowice - Racibórz) i S71 (Katowice - Bohumin).